# Vernaison
Vernaison là một xã thuộc tỉnh Rhône trong vùng Rhône-Alpes phía đông nước Pháp. Xã này nằm ở khu vực có độ cao trung bình 161 mét trên mực nước biển.
Thị trấn nằm ở phía nam thành phố Lyon, hữu ngạn của sông Rhône.